# Деткенс, Эдвард
Э́двард Де́ткенс (пол. Edward Detkens; 14 октября 1885, Мокотув, Варшава — 10 августа 1942, Дахау, Бавария) — блаженный Римско-Католической Церкви, священник, мученик. Входит в число 108 блаженных польских мучеников, беатифицированных римским папой Иоанном Павлом II во время его посещения Варшавы 13 июня 1999 года.

## Биография
Служил настоятелем костёла Святой Анны в Варшаве. В 1936 году организовал паломничество католической студенческой молодёжи в Ясную Гуру.
Во время Второй мировой войны был несколько раз арестован Гестапо за свою активную пастырскую деятельность. 2 мая 1940 года был арестован и препровождён в концентрационный лагерь Дахау, где 10 августа 1942 года погиб в газовой камере. Его лагерный номер — 27831.

## Прославление
13 июня 1999 года был беатифицирован римским папой Иоанном Павлом II вместе с другими польскими мучениками Второй мировой войны.
День памяти — 12 июня.

## Источник
- Dariusz Kaczmarzyk: Wielkie serce: ks. Edward Detkens: jego życie i droga męczeńska: grypsy z Pawiaka oraz listy z obozów koncentracyjnych Sachsenhausen-Oranienburg i Dachau. Warszawa: Instytut Wydawniczy Pax, 1985. ISBN 83-211-0602-1.